# Kidimni
Kidimni è una circoscrizione rurale (rural ward) della Tanzania situata nel distretto di Kati, regione di Zanzibar Centro-Sud. Conta una popolazione di 4 185 abitanti (censimento 2012).